# Ernest Ouandié
Pour les articles homonymes, voir Ouandié.
Ernest Ouandié, né en 1924 à Badoumla et mort fusillé le 15 janvier 1971 à Bafoussam sous le régime d'Ahmadou Ahidjo, est un homme politique camerounais, figure de la lutte pour l'indépendance du Cameroun au sein de l'Union des populations du Cameroun (UPC), puis un des principaux acteurs de la guerre civile à partir de l'indépendance en 1960 lorsque le parti déclenche une insurrection pour renverser le nouveau régime.

« Allez dire à ma femme et à mes enfants que je n'ai pas trahi ! »

Il est réhabilité en 1991 et déclaré héros national par l'Assemblée nationale du Cameroun.

## Jeunesse et études
Il est né à Badoumla, arrondissement de Bana (Haut-Nkam). Son père Djemo (ou : Djeumou), grand notable badoumla, et sa mère Kapsu se seraient mariés en 1905. Djemo a trois épouses.
Ouandié – nom qui signifie « qui est dans la maison ? » ou « qui est en sécurité ? » – est le cinquième de sept enfants issus de la même mère : Ngako, Yemdo, Mboutchak, Djieumo, Ouandié, Djoma et Kamdem.
En 1927, alors qu'Ernest Ouandié était âgé de 3 ans, son père fut astreint aux travaux forcés non loin de Bafang, à Djimbong, située dans l'actuel arrondissement de Kekem (région de l'Ouest, département du Haut-Nkam, en pays bamiléké), dans les plantations de café appartenant aux colons français. Vers 1929, très malade, il fut renvoyé dans son foyer et ainsi il put rejoindre ses épouses et ses enfants à Bangou.
De 1933 à 1936, Ernest fut scolarisé à l'école publique de Bafoussam (quartier Famla).
En 1937, il fut admis à l’examen de ceux qui devaient continuer le cycle primaire.
De 1937 à 1939, il fréquenta l'école régionale de Dschang.
En 1940, il fut reçu au certificat d'études primaires élémentaires » (CEPE) ainsi qu'au concours d’entrée à l'école primaire supérieure de Yaoundé où il obtint le diplôme des moniteurs indigènes (DMI).
Il épousa d'abord Njila (fille de Diffo Petko) avec laquelle il eut un enfant qui mourut en bas âge, avant leur divorce.
En secondes noces, il se maria à Douala le 5 décembre 1948, avec Marthe Eding Ouandié, née en 1921, femme bakoko rencontrée l'année précédente à Édéa, où il était affecté.
Cinq enfants sont issus de cette union : Philippe, Mireille, Irène, Monique et Ruben Um Nyobé.
Hors mariage, il aura eu au moins trois enfants - dont une fille prénommée Ernestine, née à Yaba (Lagos, au Nigeria) le 11 mai 1961, d'une mère ghanéenne qu'il avait connue lors de son exil à Accra. Celle-ci sera retrouvée morte à Foumbot (département du Noun), en octobre 2009,.
Sa famille est harcelée par le commissaire de police et chef des Brigades mixtes mobiles de Bafoussam.
Sa veuve est morte à 95 ans, le 15 avril 2016, en son domicile de Bonabéri, un quartier de la ville de Douala.

## Vie politique et organisation de la résistance
Il est enseignant dans le secteur public ; sa carrière est marquée par d’innombrables affectations dites disciplinaires, en réalité à caractère politique.
- 1944-1948 : il enseigne à Édéa et milite au sein de l’Union des syndicats confédérés du Cameroun (USCC).
- 1948 : il adhère à l’Union des populations du Cameroun (UPC).
- 7 octobre 1948 : il est affecté à Dschang.
- 6 novembre 1948 : il est affecté à Douala comme directeur de l’école publique du quartier New-Bell Bamiléké.
- Agé de 28 ans, il quitte sa famille à vélo pour mener une quête importante dans la lutte avec l'UPC [Quoi ?].
- Septembre 1952 : élu vice-président de l’UPC chargé de l’organisation et directeur de la Voix du Cameroun au 2e congrès à Eséka.
- Septembre 1953 : affecté à Doumé, puis à Yoko ; il implante l’UPC dans le Mbam.
- 29 juillet-12 septembre 1954 : voyage en Chine, où il assista du 9 au 15 août 1954 au Congrès mondial de la jeunesse démocratique, puis à Paris et à Moscou.
- Décembre 1954 : affectation à Batouri, puis à Bertoua
- 29 janvier 1955 : à nouveau affectation à Douala, où le haut-commissaire Roland Pré entreprend de rassembler tous les dirigeants de l'UPC pour les tenir en permanence à sa portée.
- 1955 : exil au Cameroun occidental.
- 1956 : création du Syndicat des enseignants à Édéa.
- 3 juin 1957 : le gouvernement britannique interdit l’UPC. Expulsion du Cameroun occidental et déportation à Khartoum (Soudan) avec Félix-Roland Moumié, Abel Kingué et dix autres militants nationalistes (UPC, UDEFEC et JDC).
- Mars 1959 : participation à l’Assemblée générale extraordinaire des Nations-Unies consacrée à l’indépendance du Cameroun.
- 1er janvier 1960 : proclamation de l'indépendance du Cameroun.
- 1960 : rencontre Albert Mukong à Accra, qui l'encourage à cesser la lutte armée maintenant que l'indépendance était acquise et à participer aux élections de 1960, ce à quoi était favorable Félix Moumié. Cette opinion fut mise en minorité avec le refus d'Ernest Ouandié, soutenu par Abel Kingué[5]. La guerre civile commence.
- 1960 : rencontre Nelson Mandela au Caire à qui il enjoint d'engager la lutte armée contre l’apartheid.
- À la suite de l'assassinat de Félix-Roland Moumié, il lui succède à la présidence de l'UPC.
- janvier 1961 : en compagnie d'Abel Kingué, se rend au Caire rencontrer les autorités égyptiennes. À cette occasion, ils dénoncèrent la coopération du gouvernement camerounais avec l'« impérialisme » (cité par Akhbar du 15 janvier 1961)[6].
- 21 juillet 1961 : retour clandestin au Cameroun depuis la frontière nigériane, prend les commandes de l'armée de libération nationale kamerunaise (ALNK) et réorganise celle-ci.
- Après la mort de Martin Singap en septembre 1961, il jette les bases d'une nouvelle organisation. Il annonce la dissolution des anciennes structures militaires et la mise en place d'une nouvelle hiérarchie, dont la direction est confiée à David Kana. Prenant la direction politique de la rébellion, il revendique « l'abrogation des accords franco-camerounais et des dispositions mettant en vacances toutes les libertés politiques, le retrait des troupes étrangères et autres techniciens militaires, l'amnistie générale inconditionnelle pour tous les faits et condamnations se rapportant à la situation politique depuis 1955, la dissolution immédiate des institutions actuelles et le retour devant les électeurs[7]. »
- Les troupes gouvernementales, informées de sa présence dans le pays, font de sa neutralisation une priorité. La réorganisation de la rébellion s’avère être une réussite. Le colonel français Jean-Victor Blanc, véritable ministre des Forces armées camerounaises, constate que « dans le Mungo et le Bamiléké, les rebelles ont une audience plus forte que celle du gouvernement. Le chef de la rébellion, Ouandié, est un bon organisateur, un très bon propagandiste. Il a la foi et il a su la faire partager à ses hommes. L'administration civile, comme une bonne partie des forces de l'ordre, n'ont pas une foi comparable à celle des rebelles[7]. »
- 13 septembre 1962 : préside dans le maquis une assemblée populaire qu'il a convoquée. La décision de création du Comité révolutionnaire comme direction provisoire de l’UPC est prise. De même il est décidé de la création d’un état-major de l’ALNK.
- 25 avril 1963 : préside dans le maquis une nouvelle assemblée populaire. Cette assemblée confirme les décisions de la précédente.
- 1965 : Avec l'autorisation du chef de l'État, Mgr Ndongmo, un Bamiléké, rencontre Ernest Ouandié pour étudier les conditions de sa reddition. L'affaire restera sans suite.
- 19 août 1970 : arrestation à Mbanga, dans le Moungo. Il est aussitôt conduit dans les locaux de la Brigade mixte mobile (BMM) à Kondengui, près de Yaoundé, tristement célèbre pour ses salles de torture et dont le chef, Jean Fochivé, « représentait la terreur »[8] et n'avait de comptes à rendre qu'au chef de l'État. Lors de sa détention dans les locaux de cette police secrète paramilitaire, il partagera la cellule d'Albert Mukong, ancien secrétaire général du One Kamerun de Ndeh Ntumazah[Note 2] et, en tant que tel, habitué des prisons politiques[9].
- 28 décembre[pas clair] 1970 : comparution devant le tribunal militaire de Yaoundé en compagnie de Mgr Albert Ndongmo et de 26 coprévenus.
- 5 janvier 1971 : condamnation à mort par le tribunal militaire.

En France, la plupart des grands médias (AFP, Le Monde...) diffusent la version présentée par le gouvernement d'Ahmadou Ahidjo. En revanche, le réseau Solidarité d'Henri Curiel mobilise avocats et intellectuels pour tenter d'organiser la défense juridique et médiatique des accusés, et contacte des diplomates français pour les convaincre d'intervenir. Un comité international de défense d'Ernest Ouandié est constitué, dont la présidence est assurée par le naturaliste Théodore Monod. Malgré le désintérêt des médias, plusieurs personnalités rejoignent le comité : l'ancien ministre Pierre Cot, l'écrivain Michel Leiris, le philosophe Paul Ricœur et le linguiste Noam Chomsky. À l'usine Thomson-CSF de Villacoublay, des dizaines d'ouvriers sont signataires d'une pétition de soutien.

## Procès et exécution publique
Le 26 décembre 1970, Ernest Ouandié et Mgr Albert Ndongmo comparaissaient, en compagnie de 26 autres coprévenus, devant le tribunal militaire de Yaoundé pour avoir, dans l'étendue de la région administrative de l'Ouest et du département du Mungo, courant 1961 à 1970, en tout cas dans le temps légal des poursuites :
« Tenté par la violence de modifier les lois constitutionnelles ou de renverser les autorités politiques instituées par lesdites lois ou de les mettre dans l'impossibilité d'exercer leurs pouvoirs ;
Dans les mêmes circonstances de temps et de lieu, organisé, commandé des bandes armées dans le but de provoquer la guerre civile et de commettre la révolution ;
Dans les mêmes circonstances de temps et de lieu et dans l'exécution des faits ci-dessus analysés, commis ou fait commettre des assassinats, des incendies, des arrestations et séquestrations de personnes, des pillages en bande ;
De s'être dans les mêmes circonstances de temps et de lieu rendus complices desdits crimes. »
La juridiction militaire était composée du capitaine Paul Njock (président), des lieutenant-colonel Bouba Kaélé et capitaine Nguindjoll (assesseurs), le capitaine Emile Manga occupant le siège de commissaire du gouvernement (avocat général).
A l'ouverture des débats, privé de ses avocats qu'il avait constitués depuis le 12 novembre 1970, c'est-à-dire depuis un mois et demi (Me Jacques Vergès, Me Jean-Jacques de Felice, avocats inscrits au barreau de Paris, et Me Ralf Milner, avocat inscrit au barreau de Londres, qui n'ont pas obtenu de visa pour se rendre au Cameroun et assurer sa défense), et ayant récusé Maître Orcel, son avocat commis d'office, Ernest Ouandié déclarera au président du tribunal qu'il lui est impossible d'être jugé, que le gouvernement veut l'abattre et que ce procès est une forfaiture.

Passant outre, le président fera donner lecture par le greffier de l'ordonnance de renvoi, qui précisait notamment que : 
« [...] le bilan des opérations de rébellion est très éloquent. On compte en effet depuis 1961 jusqu'en 1970 : 47 militaires, 69 gardes civiques et 962 civils tués. 448 personnes enlevées, 114 militaires et 458 civils blessés, 2 269 cases et 56 véhicules incendiés. Tandis que le nombre connu des hors-la-loi tués par les forces régulières dans la même période est de 3 852. C'est grâce au soutien sans réserve de quelques citoyens menant une vie apparemment paisible, surtout à celui de M. l'abbé Ndongmo devenu évêque qu'Ouandié n'a pu être mis hors d'état de nuire depuis 1961.
Comme tout a des limites, même l'infini, ce criminel a été capturé le 19 août 1970 par les populations des environs de Mbanga, en l'absence de son puissant protecteur. Ainsi la duplicité de ce prélat s'annonce très dangereuse, car Mgr Ndongmo qui s'est caché dans sa soutane d'homme de l'Eglise a pris fait et cause pour Ouandié Ernest en le protégeant, en collaborant avec lui, en l'assistant matériellement et moralement et spirituellement même dans ses activités plus criminelles que réellement révolutionnaires. »
Cette ordonnance précisait encore que : 
« Ouandié Ernest en sa qualité de vice-président de l'UPC, a pris le commandement des maquis du territoire en 1961 pour continuer la lutte révolutionnaire engagée par ce qu'on a appelé "Armée de libération nationale kamerounaise" ; que cette lutte avait pour but essentiel de faire abdiquer le pouvoir par les autorités en semant la terreur dans les populations par des assassinats, des meurtres, des incendies, des vols, des pillages, des enlèvements de personnes ; que c'est grâce au soutien sans réserve accordé par Mgr Ndongmo qui comptait exploiter cette occasion pour accéder à la magistrature suprême, que Ouandié a résisté aux opérations montées et effectuées par toutes les forces régulières du pays. »
Appelé à la barre par le président pour être interrogé sur les faits qui lui étaient reprochés, Ernest Ouandié déclarera qu' « il s'agit d'un jugement de pure forme » et refusera de s'exprimer, maintenant son refus tout le long des débats.
Le verdict fut prononcé le 5 janvier 1971 :
- 10 relaxes (Nguémeni Léon, Wansi Bolofan Pascal, Tchouandé Christophe, Nguémeni Michel, Yimo Timothée, Poualeu Victor, Movo Jean, Ther Monique, Kamdem Kanga et Simo Luc).
- 9 condamnations à 5 ans de détention (Nana Maurice, Ngakéa Gabriel, Ténéwa Emmanuel, Kiengaing Louis, Sadefo Joseph, Tuntcheu Emmanuel, Ngamo Pierre, Fondjo Simo et Njilla Joseph).
- 3 condamnations à 10 ans de détention (Minkam Robert, Tchakonté David, Seutio Abraham).
- 2 condamnations à 20 ans de détention (Tenkeu Laurent et Djoumessi Mathieu).
- 1 condamnation à perpétuité (Mgr Albert Ndongmo).
- 3 condamnations à mort : Ernest Ouandié, Matthieu Njassep (dit « Ben Bella », maquisard et secrétaire particulier de Ouandié) et Fotsing Raphaël (maquisard et agent de liaison entre Ouandié et Mgr Ndongmo).

Me Luke Sendzé, qui fut l'un des avocats de Mgr Albert Ndongmo, révélera que lors d'un entretien qu'il eut avec le président du tribunal, le capitaine Njock, celui-ci lui confiera son inexpérience en la matière et le fait qu'il n'était pas un magistrat chevronné. Un de ses assesseurs, un homme âgé originaire du Nord du Cameroun, considéra que ces propos étaient de la perte de temps car le tribunal n'avait qu'à rendre sa décision. Me Sendzé en déduira que le procès était réglé d'avance.
Ernest Ouandié sera fusillé en place publique le 15 janvier 1971 à Bafoussam, avec le jeune Raphaël Fosting, son compagnon d'armes au maquis, et Gabriel Tabeu dit « Wambo le Courant », fondateur et responsable politico-militaire du mouvement de la « Sainte Croix pour la libération du Cameroun », condamné à mort le 6 janvier 1971 dans le second procès ouvert contre Mgr Ndongmo.
Après qu'il fut atteint par la salve mortelle du peloton camerounais, un officier européen que personne n’avait remarqué, peut-être était-il resté dans la voiture, s'est détaché de l’assistance, approché de Ouandié mourant, agenouillé auprès de lui, mis la main à son étui de revolver, penché en avant et tiré à bout portant[Information douteuse]. Les circonstances qui ont entraîné, voire précipité, son exécution sont relatées dans des confidences faites en août 1993 (soit presque vingt-deux ans après les faits) par Moussa Yaya Sarkifada, l'un des barons du régime d'Ahmadou Ahidjo :
« C’est Jacques Foccart qui était venu exiger l’exécution d’Ernest Ouandié ; en effet, aussitôt après leur condamnation à mort peu avant Noël
, Dongmo avait demandé la grâce présidentielle, mais Ouandié avait refusé de signer le recours en grâce ; presque chaque jour on lui apportait le dossier pour signer et il avait répondu à Ahidjo " Prenez vos responsabilités ; moi je prends les miennes devant l’Histoire ". Ahidjo était vraiment perplexe et la terrible année 1970 est finie. En début d’année Ahidjo espérait maintenant que l’affaire allait s’enliser et qu’on n’en parle plus, comme ça ils allaient rester vivants. Beaucoup de gens sont condamnés et jamais exécutés. 
Brusquement Foccart est venu et a tout précipité.

Foccart était arrivé par avion un matin vers le 11 ou 12 janvier je ne me souviens plus exactement ; il s’est d’abord rendu à l’Ambassade de France ; puis à 11 H le Président Ahidjo l’a reçu au Palais. Quand Foccart est parti, j’ai retrouvé Ahidjo pour déjeuner. Foccart a dit à Ahidjo que le cas Ouandié est l’objet de son aller et retour : " le Président Pompidou va entamer prochainement son tout premier voyage en Afrique et le Cameroun est l’une des étapes. Il faut que cette affaire soit réglée avant l’arrivée du Président Pompidou, qui est imminente. Je pars à Libreville attendre. "
[Information douteuse] »

## Exécution sur la place publique à Bafoussam
| Vidéo externe | |
|               | https://www.youtube.com/watch?v=3DwoYqSqehY Ernest Ouandié et Marthe sur l'assassinat de Félix Moumié 1960 |

Le 15 janvier 1971, sa condamnation est mise en exécution sur la place publique à Bafoussam. Devant une foule rassemblé, il est exécuté en compagnie de Raphael Fotsing et de Gabriel Tabeu.

## Réhabilitation
Le 27 juin 1991, il fut déclaré héros national par l'Assemblée nationale du Cameroun.
La loi no 91/022 du 16 décembre 1991 le réhabilitera,, celui-ci ayant « œuvré pour la naissance du sentiment national, l'indépendance ou la construction du pays, le rayonnement de son histoire ou de sa culture. » Aux termes de l'article 2 de la loi précitée,« la réhabilitation (...) a pour effet de dissiper tout préjugé négatif qui entourait toute référence à ces personnes, notamment en ce qui concerne leurs noms, biographies, effigies, portraits, la dénomination des rues, monuments ou édifices publics ». Cependant, à ce jour, il n’y a pas de monument à la gloire des nationalistes camerounais.

## Profanation de la tombe d'Ernest Ouandié
Le 10 mars 2025, dans le sillage des polémiques soulevées à la suite des propos d'Abel Elimbi Lobè « Ernest Ouandié est un bandit », la tombe d'Ernest Ouandié à Bafoussam est profanée. Ludovic Lado déclare : « la profanation de la tombe du héros national Ernest Ouandie est une provocation idiote »,.